# المسجد الأموي (عمان)

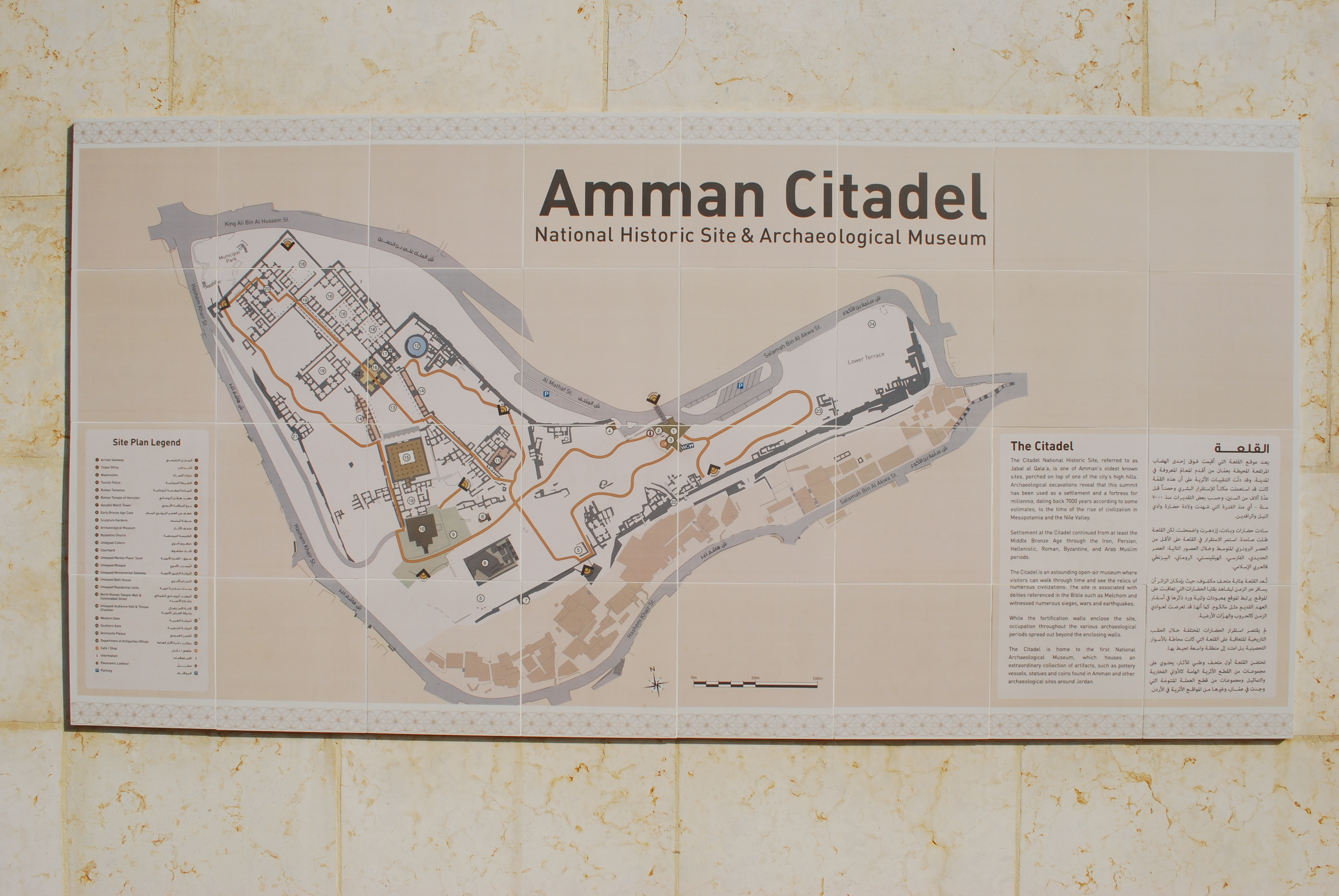
خريطة مخطط موقع قلعة عمّان، ويظهر بها المسجد الأموي منحرفًا عن باقي المباني (رقم 15).

المسجد الأموي هو مسجد أثري يعود تاريخه إلى فترة حكم الأمويين. يقع وسط العاصمة الأردنية عمّان، وتحديدًا داخل أسوار قلعة المدينة، التي تحوي أيضّا آثارًا أموية عديدة ولما قبلها من حضارات أخرى تعاقبت على المدينة منذ الآف السنين. تم تشييده في القرن الثامن للميلاد، في منطقة مجاورة للقصر الأموي، حيث لاتزال بعض واجهات وأعمدة المسجد واضحة إلى الآن.

## التصميم
تم تصميم مخطط المسجد ليكون مربع الشكل، كما أضفى عليه المصممون الأمويون اهتمامًا زائدًا على عمارته الداخلية أو الخارجية، إن كان ذلك لجهة المقياس أوالتكوين أو لناحية البنية الانشائية. كما أن اختيار أسلوب توقيع صحن المسجد محاطًا من جميع الجهات بأروقة محمولة بأعمدة رشيقة، أضفت على عمارته الداخلية نسقاً تكوينياً جميلاً. لكن الأهم في مقاربة ذلك التأكيد الحضوري، هو قرار انحراف توقيع مبنى المسجد عن محور مباني المجمع الأخرى (القلعة)، وبالتالي تبيان مقدرة المعمار العالية وكفاءته في توظيف ما يُعرف بعنصر الفارق الدقيق (بالإنجليزية: Nuance)، وتشغيله كأحد عناصر التكوين المؤثرة.
من جهة أخرى، كان لقرار تصميم المسجد ليكون متاخمًا للساحة الأمامية، من القرارات اللافتة ذات الأهمية الفائقة، فهو بفصله وعزله عن ضجيج الميدان المحاذي له، ورفعه عن منسوب الساحة بمصطبة اصطناعية، وترسيخ حضوره الفيزياوي، من خلال درجات فسيحة وممتدة، خلقها أمام رواق المسجد، وجداره الزاخر بنشاط تزييني، أُريد بها تكريس ذلك الحضور والرفع من شأن قيمة المبنى تخطيطيًا ووظيفيًا.
أما هذه الأيام، فلم يبق من هذا البناء الضخم والفخم إلا القليل من الأعمدة والواجهات. وقد قامت وزارة السياحة والآثار الأردنية بإعادة ترميم المبنى في بداية التسعينات من القرن الماضي ليكون بالشكل الحالي.

## صور

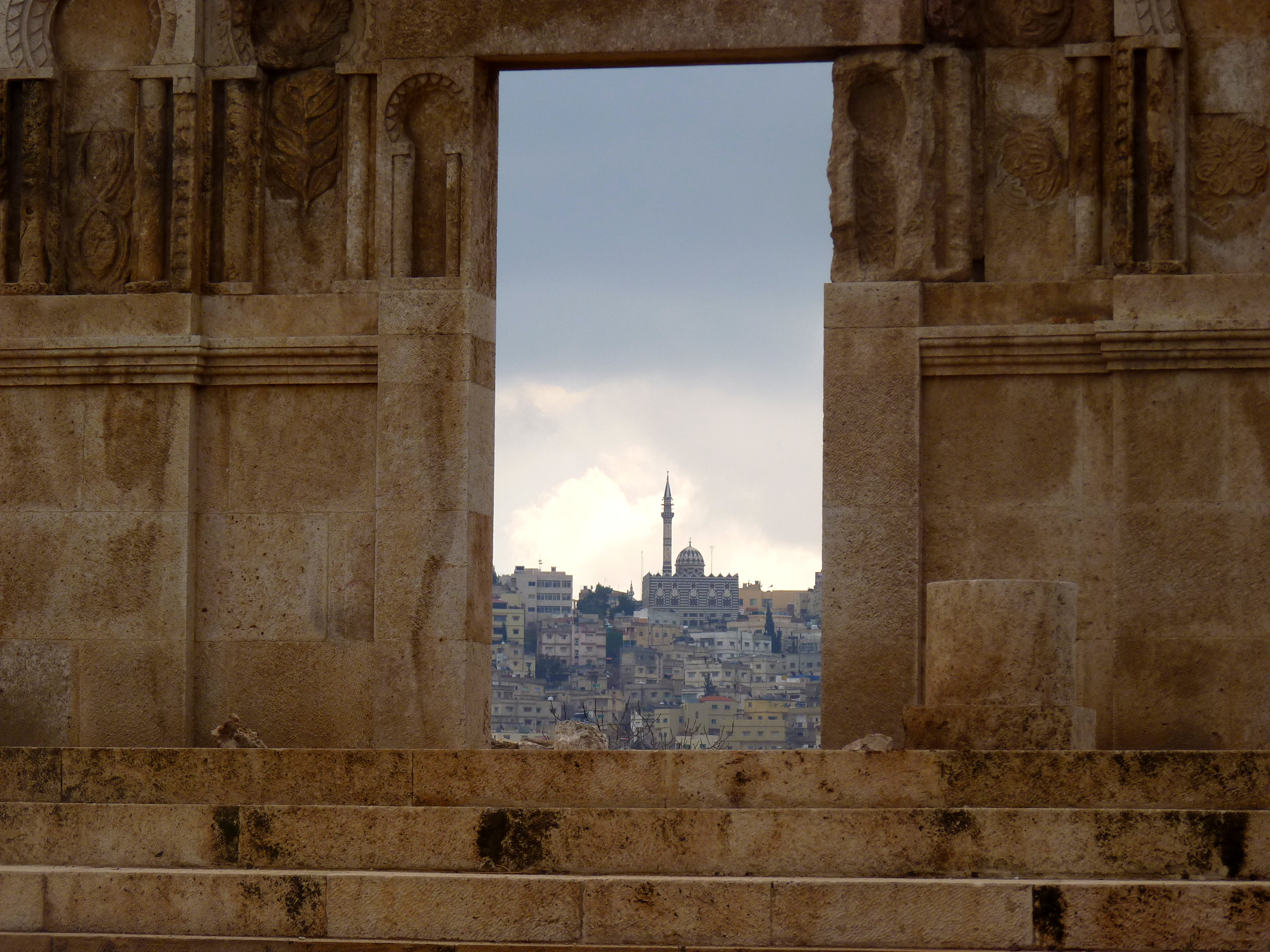
منظر للمدينة من إحدى واجهات المسجد
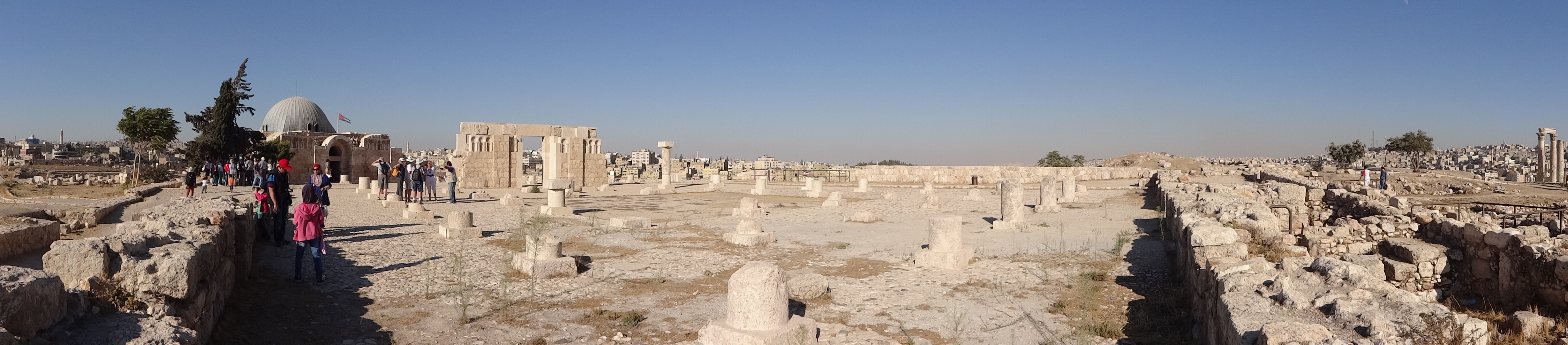
لقطة بانورامية لأعمدة المسجد